# سیارک ۱۷۱۵۶
سیارک ۱۷۱۵۶ (به انگلیسی: 17156 Kennethseitz، نامگذاری:1999KS3) هفده هزار و صد و پنجاه و ششمین سیارک کشف شده‌است که در ۱۹ مه ۱۹۹۹ کشف شد.
قدر مطلق سیارک برابر ۳۵.۴ است.